# Zieuwent
Zieuwent (Nedersaksisch: (’t) Söwent) is een van de kerkdorpen van de gemeente Oost Gelre in de Achterhoek, in de Nederlandse provincie Gelderland. Tot 1 januari 2005 behoorde het tot de toen opgeheven gemeente Lichtenvoorde. Het dorp telt ongeveer 2.000 inwoners.

## Naam
In het plaatselijke Achterhoeks wordt Zieuwent aangeduid als 't Söwent, dus als 'Het Zieuwent'. Het Zieuwent, in de middeleeuwen geschreven als 'Synwede', betekent oorspronkelijk 'lage weide' ofwel moerassig gebied. Het lag in het noordwestelijk deel van de latere gemeente Lichtenvoorde en het zuidelijk deel van de latere gemeente Ruurlo. Dit laatste deel, Zieuwent onder Ruurlo, werd en wordt officieus nog steeds ook wel aangeduid als ’t Achter-Söwent, dus als "Het Achter-Zieuwent". De streek maakte deel uit van het Berlewalde, een naam die in het begin van de 21e eeuw aan de vergetelheid is ontrukt.

## Geschiedenis
In het midden van de dertiende eeuw liet de graaf van Gelre vanaf het naburige Ruurlose Broek naar het riviertje de Berkel een afwateringskanaal graven, de Grevengracht. Daardoor zakte het waterpeil zodanig dat vestiging in het moerasgebied van Het Zieuwent mogelijk werd. Niettemin bleef het een gebied dat ’s winters erg drassig was of zelfs onder water stond. Hier en daar waren hoogten in het land, waarop bewoning mogelijk was zonder natte voeten te krijgen. Op en rond een hoogte die Het Hoenderboom heette ontstond het dorp dat nu Zieuwent heet. Deze hoogten werden droebels (Platduits: Drubbel) genoemd.
Op deze droebels ontstonden clusters van boerderijen. De droebels vervulden ook een sociale functie, vooral in de winter wanneer door hoog water en slechte wegen de bewoners op elkaar aangewezen waren. De erven achter de boerderijen lagen vaak tegen elkaar aangesloten, zodat de boeren op de centrale ruimte konden dorsen en de oogst bewerken. Kinderen konden er spelen en de vrouwen waren er gezamenlijk aan het werk. Zo konden stropers, landlopers en ander gespuis op afstand worden gehouden. Ook boden de droebels bescherming tegen rondtrekkende bendes en soldaten.
Droebels als De Wopereis, 't Rolder en 't Spekschoor en 't Rietberg zijn nog bestaande resten van vroegere droebels. Er stonden meer boerderijen dan nu het geval is, in de loop van de tijd zijn er meerdere afgebroken. Er zijn nu nog ruim 17 droebels over in Zieuwent.

## Karakteristiek
Door de geïsoleerde ligging en het katholieke verleden ontwikkelde Zieuwent zich tot een dorp met een geheel eigen karakter en cultuur. Het dorp beschikt over een sterke gemeenschapszin. Typerend voor Zieuwent is een kleine dorpskern met een groot buitengebied. Er bestaan veel familiebanden. (zie ook onder bijnamen) Op 1 januari 2013 telde het dorp 2109 inwoners.

## Religie

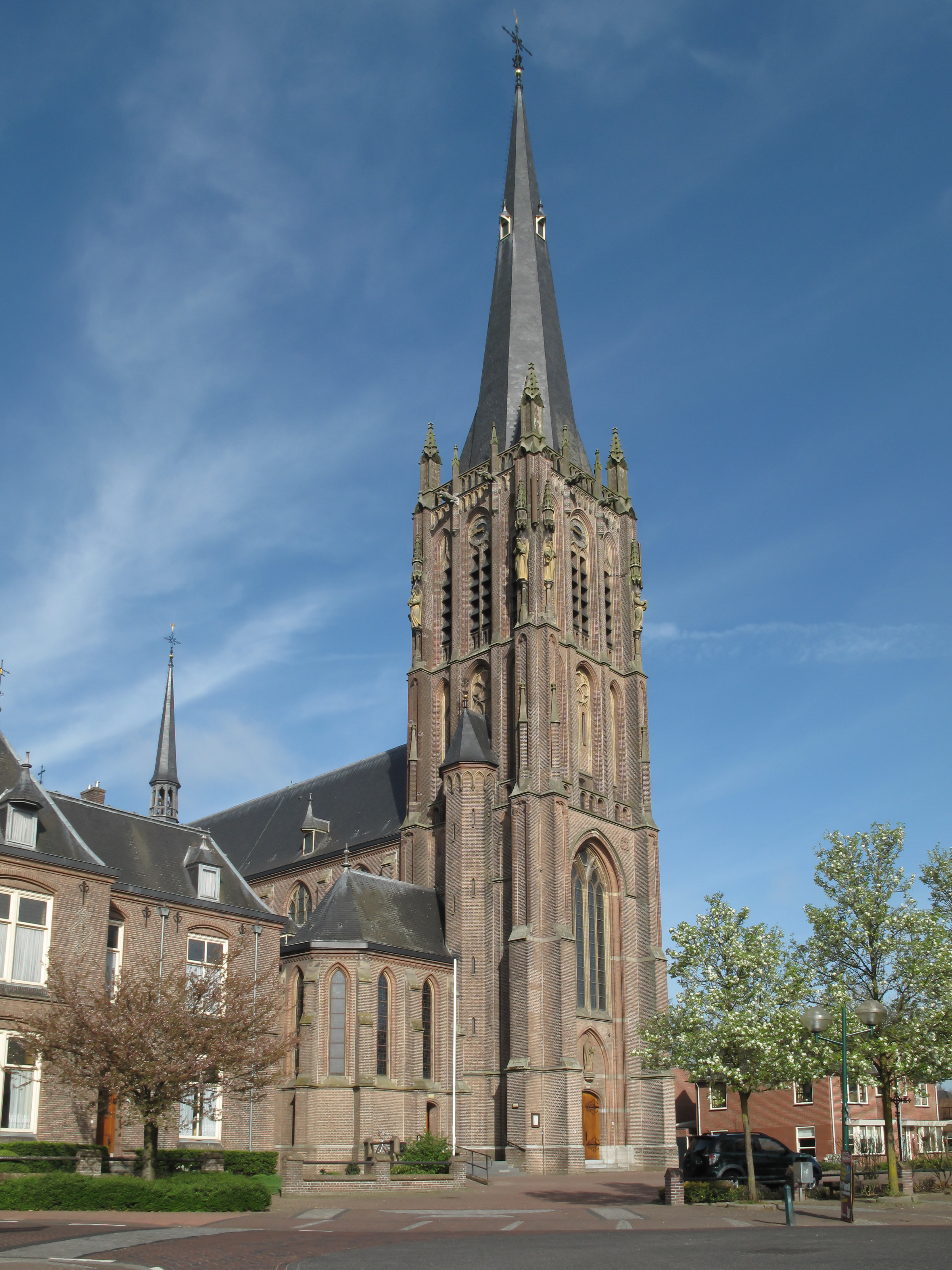
De Sint-Werenfriduskerk in Zieuwent

Het dorp heeft een grote neogotische kerk, de Sint-Werenfriduskerk, ontworpen door architect J.W. Boerbooms, die ook wel "de kathedraal van de Achterhoek" genoemd wordt. De huidige Sint-Werenfrides kerk werd in 1898-1899 gebouwd voor een bedrag van 130.000 gulden. Het bedrag werd door de parochianen bijeen gebracht. Mede door de inzet van de inwoners duurde de bouw slechts 15 maanden. De bouwpastoor was pastoor Sandering. Hij was erg onder de indruk van de bedevaartbasiliek in het Duitse Kevelaer en liet deze nabouwen. In het dorp is een straat naar hem genoemd.
Zieuwent was tot ver in de 20e eeuw een volledig katholieke plaats, waar letterlijk geen andersdenkenden woonden. Het kindertal van de gezinnen in de jaren vijftig en zestig van die eeuw was groot, gezinnen met 8 à 10 kinderen waren geen uitzondering. In de loop der jaren is de kerk meerdere malen gerestaureerd, in 1992-1993 werd een grote restauratie uitgevoerd.

## Kerkepaden
Vanouds zijn er in Zieuwent kerkpaden, smalle paadjes tussen de weilanden waarlangs de inwoners vanuit het grote buitengebied naar de dagelijkse mis liepen. Enkele jaren geleden zijn er nieuwe "kerkepaden" richting de kerk aangelegd. Deze nieuwe paden herinneren aan - en markeren de routes die de inwoners van oudsher namen. Deze paden worden nu vooral als recreatieve fiets- en wandelpaden gebruikt. Alle paden worden onderhouden door vrijwilligers en lopen vaak over grondstukken van de plaatselijke agrariërs.

## Mariënvelde
Achter-Zieuwent werd in 1932 kerkelijk afgesplitst van de Sint-Werenfridusparochie van Zieuwent. Het werd een eigen parochie, de Onze Lieve Vrouw van Lourdesparochie. Sindsdien dragen Het Achter-Zieuwent en het daarin gelegen dorpje de naam Mariënvelde. Na de gemeentelijke herindeling van 2005 werden Zieuwent en Mariënvelde voor het eerst in hun geschiedenis opgenomen binnen één bestuurlijke eenheid, de nieuwe gemeente Oost Gelre.

## Bijnamen
Zieuwent kent het fenomeen van bijnamen. Dit zijn namen die gebruikt worden om naast de 'zondagse naam' families aan te duiden. De mensen in het dorp zijn veelal onder hun bijnaam beter bekend dan onder hun officiële familienaam. Bijnamen hebben niets met scheldnamen van doen. De bijnamen komen in de regel voort uit oude boerderijnamen (plaatse) of uit vroegere beroepsnamen. Als vroeger een jonge man bij een familie introuwde, veranderde daardoor wel de familienaam maar niet de boerderijnaam. De bewoners bleven bij hun boerderijnaam genoemd worden. Ook zijn er bijnamen die op een vroeger beroep duiden, bijvoorbeeld Sniedas (snijder = kleermaker) of Wèvas (= wever).

## Verenigingsleven
Zieuwent kent een bloeiend verenigingsleven met ruim zestig verenigingen. Het dorp kent jaarlijkse uitvoeringen van de Matthäus-Passion (J.S. Bach) en het Weihnachtsoratorium van (Johann Sebastian Bach) in de Sint Werenfriduskerk en een jaarlijkse zomerkermis. Er is een voetbalclub (RKZVC), een volleybalclub (Thop) en een handbalvereniging (Pacelli).

## Geboren in Zieuwent
- Ferdi Joly (1949), gitarist en saxofonist
- Ben Klein Goldewijk (1958), voetballer
- Lynn Knippenborg (1992), handbalster
- Suzan Stortelder (1992), zangeres
- Devin Haen (2004), voetballer